# Řakom
Řakom je malá vesnice, část obce Dolany v okrese Klatovy v Plzeňském kraji. Nachází se asi dva kilometry jihozápadně od Dolan. Je zde evidováno 26 adres. V roce 2011 zde trvale žilo devatenáct obyvatel.
Řakom je také název katastrálního území o rozloze 4,38 km².

## Historie
První písemná zmínka o vesnici pochází z roku 1379.

## Obyvatelstvo
| Rok            | 1869 | 1880 | 1890 | 1900 | 1910 | 1921 | 1930 | 1950 | 1961 | 1970 | 1980 | 1991 | 2001 | 2011 | 2021 |
| -------------- | ---- | ---- | ---- | ---- | ---- | ---- | ---- | ---- | ---- | ---- | ---- | ---- | ---- | ---- | ---- |
| Počet obyvatel | 173  | 143  | 151  | 145  | 146  | 165  | 141  | 101  | 94   | 88   | 71   | 39   | 25   | 19   | 33   |
| Počet domů     | 25   | 25   | 25   | 26   | 25   | 24   | 24   | 23   | 22   | 23   | 22   | 23   | 22   | 23   | 23   |

## Obecní správa
Při sčítání lidu v letech 1850–1963 Řakom byl samostatnou obcí v okrese Klatovy. Od roku 1964 je částí obce Dolany v okrese Klatovy.

## Pamětihodnosti
- Západně od vesnice se na výběžku vrchu Malá Doubrava nachází eneolitické hradiště Řakom.[10]
- Boží muka s pamětním křížem

## Osobnosti
- František Piťha (1810–1875), rakouský chirurg

## Fotogalerie

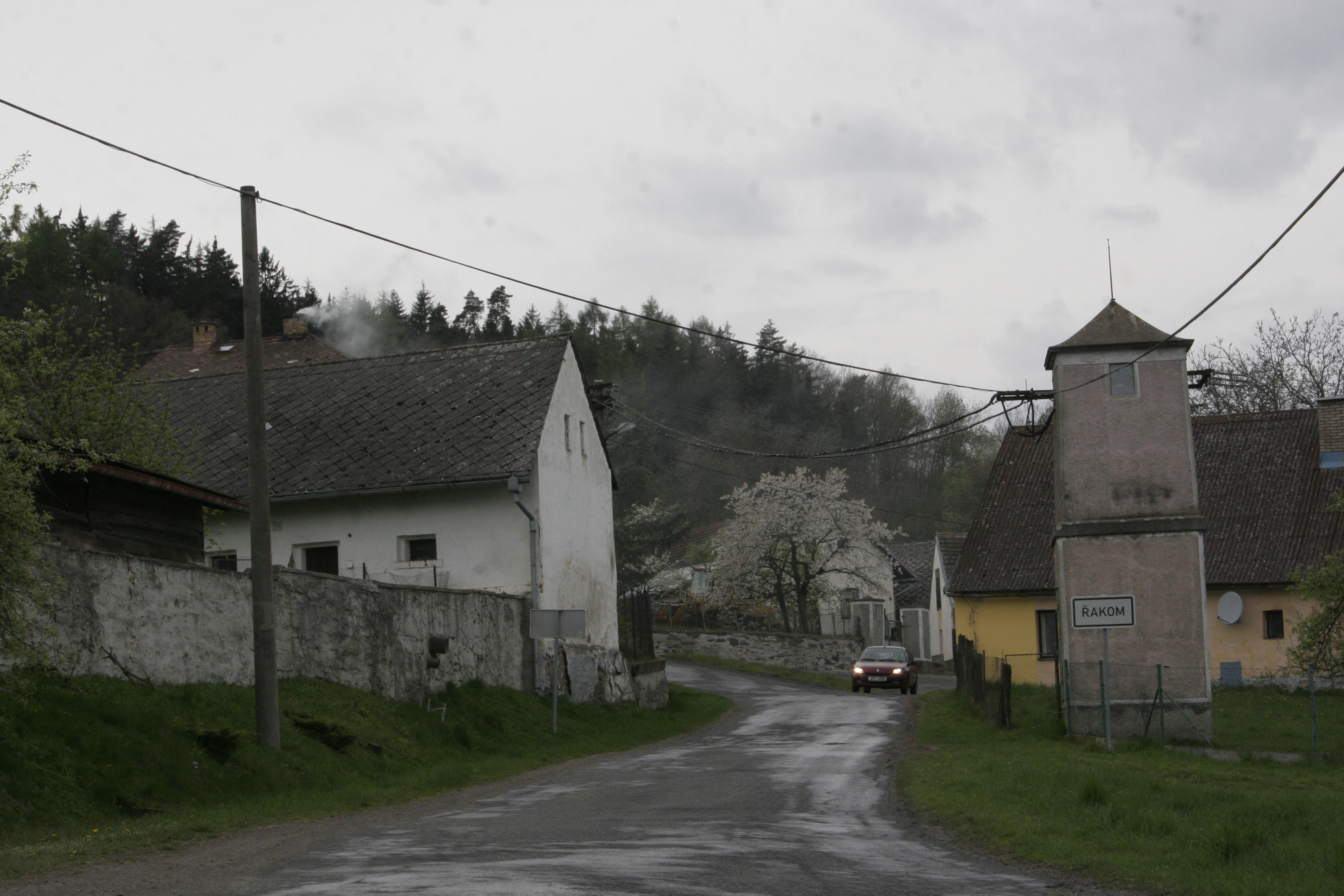
Okraj obce
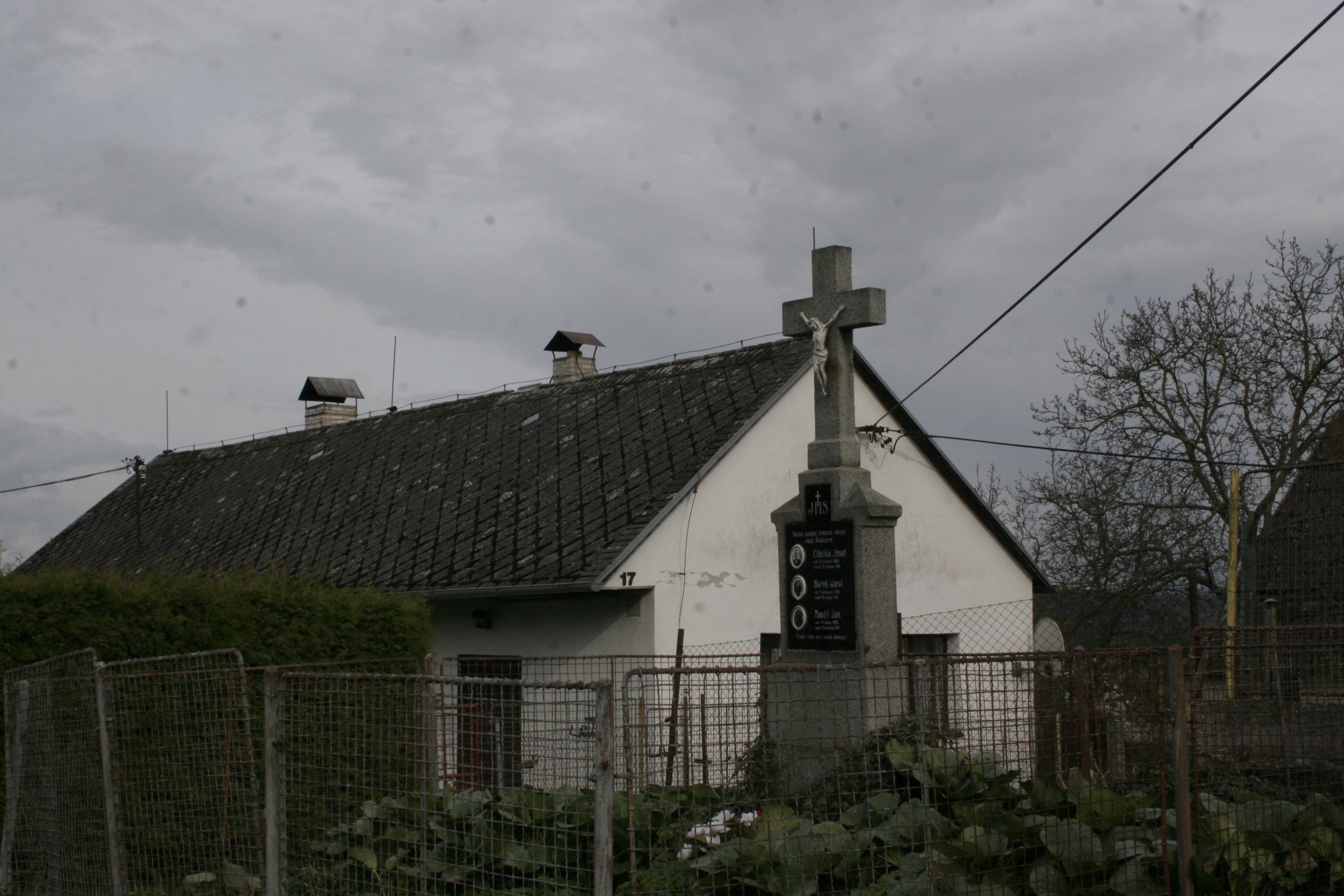
Boží muka a dům v pozadí
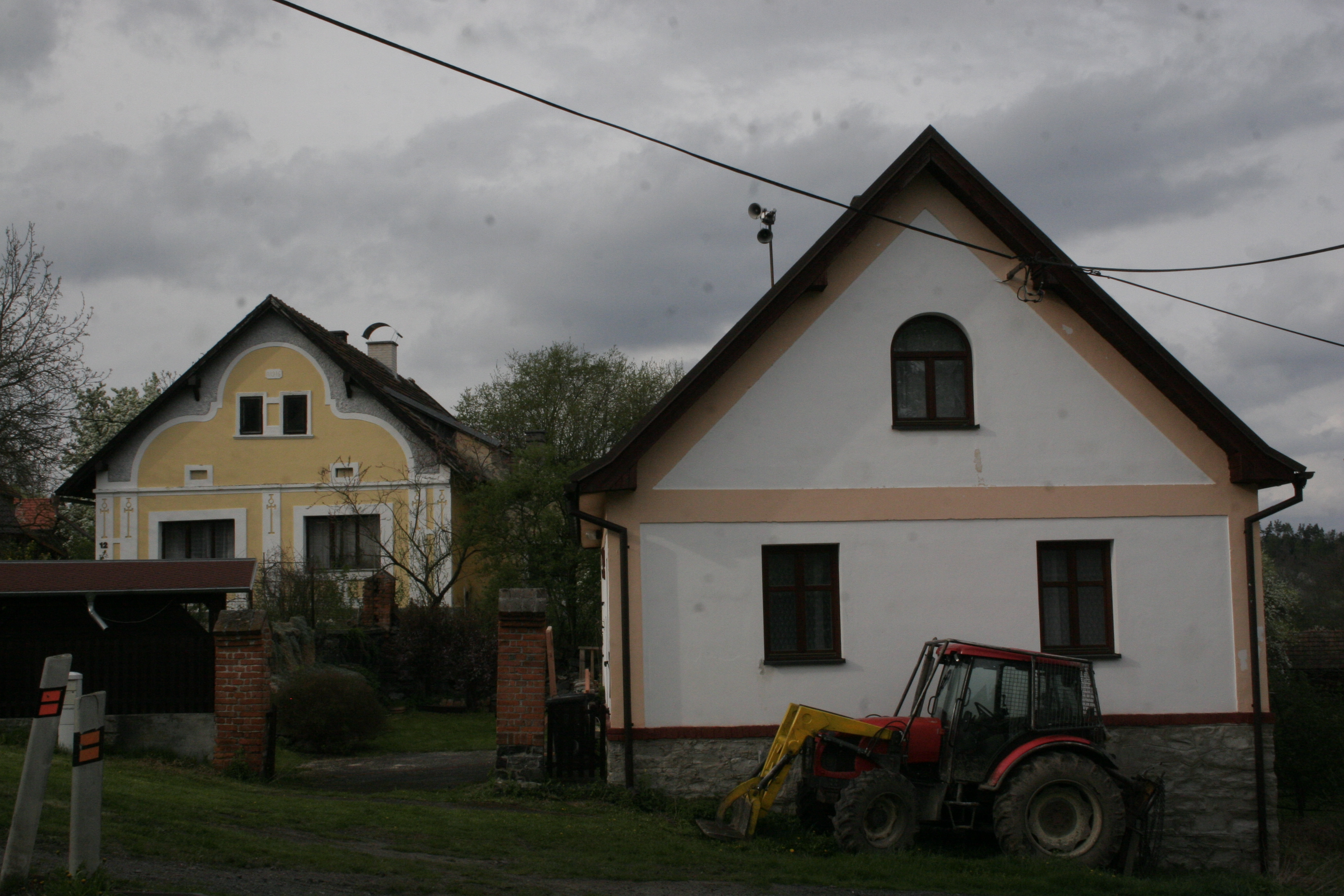
Místní domy